# David Luenberger
David G. Luenberger (Los Angeles, 16 settembre 1937) è un ingegnere ed economista statunitense.

## Biografia
David Luenberger ha ottenuto il PhD in ingegneria elettrica nel 1963 presso la Stanford University. Nel 1967, sempre a Stanford, fu uno dei fondatori del Department of Engineering-Economic Systems del quale fu presidente per 11 anni.
Ha pubblicato oltre 70 articoli sui sistemi dinamici, ottimizzazione, economia ed investimenti ed introdusse nuovi metodi di costruzione degli osservatori di stato: il celebre osservatore di Luenberger prende il suo nome.

## Pubblicazioni
- Optimization by Vector Space Methods, John Wiley and Sons, Inc., New York, 1969
- Introduction to Dynamic Systems: Theory, Models and Applications, John Wiley and Sons, Inc. New York, 1979
- Linear and Nonlinear Programming, 2nd Ed. Addison-Wesley, Inc., Reading, Massachusetts, 1984
- Microeconomic Theory, McGraw-Hill, Inc., New York, 1995
- Investment Science, Oxford University Press, New York, 1997
- Information Science, Princeton University Press, 2006